# Talukan

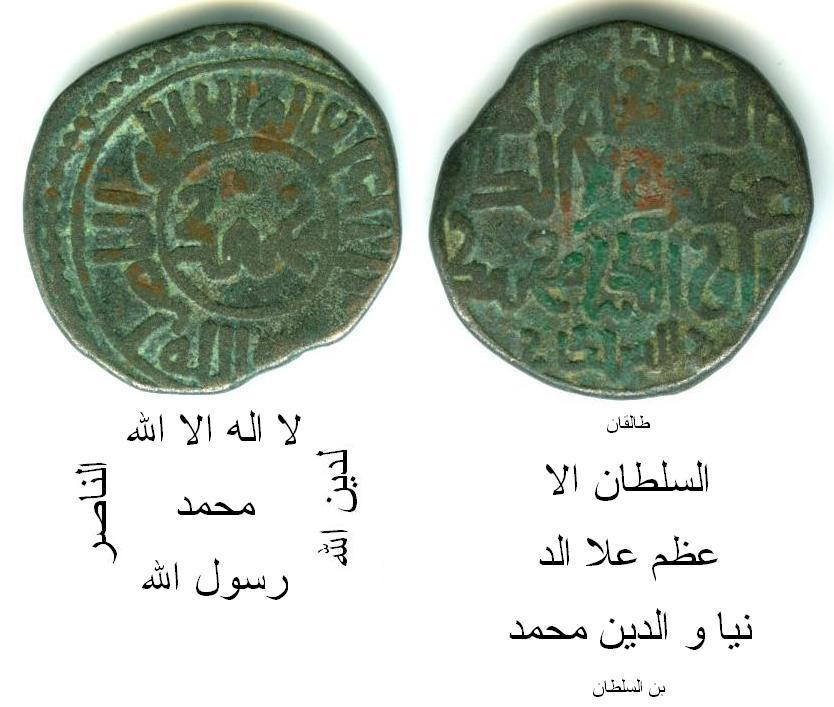
Moneda encunyada a Taloqan sota Ala al-Din Muhammad II de Coràsmia (1200-1220)

Talukan o Tāloqān (enpersa تالقان, també transcrit com Tāleqān o Tāluqān) és una ciutat de l'Afganistan, capital de la província de Takhar i del districte del mateix nom el qual tenia uns 196.000 habitants el 2006.

## Història
El 1275 hi va passar Marco Polo que va descriure la ciutat vella a la riba occidental del riu. Marco Polo li dina el nom de Taikhan i diu que era un mercat comarcal i que el país de la rodalia era bonic i fèrtil. Les muntanyes cap al sud eren de sal blanca molt dura i de la que venien a proveeir-se gent des de llocs a 30 dies de camí; era difícil de partir i s'havia de fer amb martells de ferro i la quantitat era enorme.
El 1603 fou visitada per Bento de Góis que l'anomena "Talhan" i que anava en una caravana que feia la ruta entre Kabul i Yarkand, aleshores capital de Kaixgària.

## Història moderna
Talukan fou la darrera ciutat important que van ocupar els talibans el gener de 2001 després d'un sagnant setge on van morir centenars de civils. Milers de persones van fugir cap a Imam Sahib i la vall del Panjshir; les forces de l'Aliança del Nord van poder aturar la progressió taliban cap al nord i l'est de la ciutat però no de recuperar la ciutat fins a la invasió americana; llavors els soldats de l'aliança van ocupar la ciutat (novembre del 2001) i van trobar un fosa comuna amb els cossos de 70 dones i criatures.